# ديك هاريس (لاعب كرة قدم أمريكية)
ديك هاريس (بالإنجليزية: Dick Harris)‏ هو لاعب كرة قدم أمريكية أمريكي، ولد في 24 يوليو 1937 في دنفر في الولايات المتحدة.

## وصلات خارجية
- ديك هاريس على موقع مرجع كرة القدم المحترفة.كوم (الإنجليزية)